# 碳酸氢盐
碳酸氢盐是碳酸形成的酸式盐，含有碳酸氢根离子—HCO3−。大多数碳酸氢盐对热不稳定，会分解为碳酸盐、二氧化碳和水。碱金属碳酸氢盐溶于水，水溶液呈碱性，与酸迅速反应放出二氧化碳气体，加碱则得到相应的正盐碳酸盐。
钾、钠和铵的碳酸氢盐溶解度都小于相应的正盐，这是由于HCO3−通过氢键形成多聚链状离子。
碳酸氢根在生理学上也有很重要的作用，血液中含有H2CO3-HCO3−组成的缓冲溶液，以抵御大幅度的pH值变化，为酶等生物分子维持适宜的酸碱度。
碳酸氢根（HCO3−）为平面结构，碳位于中心，与三个氧原子键连。它是碳酸的共轭碱，也是碳酸根离子的共轭酸。水溶液中存在下列平衡，碳酸氢根既可发生电离生成水合氢离子，也会水解出氢氧根离子，水解程度大于电离，因此水溶液呈弱碱性。
CO32− + 2 H2O ⇋ HCO3− + H2O + OH− ⇋ H2CO3 + 2 OH−
H2CO3 + 2 H2O ⇋ HCO3− + H3O+ + H2O ⇋ CO32− + 2 H3O+
标准碳酸氢盐（standard bicarbonate，SB）是指隔绝空气的血液样本，在38℃和血红蛋白完全氧合的条件下，用PaCO2为40mmHg的气体平衡后测得的HCO3−含量

## 檢驗
碳酸氫鹽在受熱時會分解，生成二氧化碳。它們也會跟稀氫氯酸反應生成二氧化碳。
普遍碳酸氫鹽在水溶液呈弱鹼性。

## 例子
- 碳酸氢钠
- 碳酸氢钾
- 碳酸氢钙
- 碳酸氢镁
- 碳酸氢铵

## 外部連接
- 醫學主題詞表（MeSH）：Bicarbonates